# 小林袋鼠
小林袋鼠（學名：Dorcopsulus vanheurni）是一種袋鼠科的有袋類動物，棲息於西巴布亞、印度尼西亞和巴布亞新幾內亞的亞熱帶或熱帶山地森林。過去族群數量不少，曾是當地土著的主要獵物。近代因棲息地破壞與濫捕，數量已遽減，被國際自然保護聯盟列為近危物種。